# Perth (Ontario)
Perth es una ciudad situada en la extremidad oriental de la región sur de la provincia de Ontario, Canadá. Localizada en las márgenes del río Tay, a 83 km al suroeste de Ottawa, es la sede del condado de Lanark. El área de Perth es de 10.36 km² y, en 2006, su población era de 5.907 habitantes.

## Historia
La ciudad se estableció como un asentamiento militar en 1816, poco después de la guerra de 1812. El asentamiento del condado de Lanark comenzó en 1815. En ese año, "el asentamiento que se forma en el río Rideau", como se lo conoce oficialmente (y que pronto se convirtió conocido como "Asentamiento militar de Perth") comenzó a funcionar bajo la dirección militar. El asentamiento fue nombrado Perth en honor al gobernador general en funciones Sir Gordon Drummond, cuyo hogar ancestral era Perthshire. Se inspeccionaron varios municipios para facilitar la ubicación de granjas para militares y otros colonos; y el sitio de la futura Ciudad de Perth, que había sido elegido como sede del Establecimiento Militar, fue inspeccionado en 1816. Muchos de los primeros colonos eran veteranos militares con media paga, mientras que otros eran veteranos militares de Francia, Alemania, Polonia, Italia, Escocia o Irlanda a quienes se les ofreció tierras a cambio de sus servicios. El reverendo William Bell, que llegó en junio de 1817, señaló en sus diarios que el asentamiento era más europeo de lo que le describía el asentamiento escocés. Los primeros colonos escoceses llegaron en 1816. Muchos de los inmigrantes escoceses eran canteros; su trabajo se puede ver en muchos edificios de la zona y en las esclusas del Canal Rideau.
Perth es también el sitio de la primera instalación de un teléfono que no sean las instalaciones experimentales de Bell. Un dentista de la ciudad, el Dr. J. F. Kennedy, amigo de Alexander Graham Bell, instaló una conexión telefónica directa entre su casa y la oficina.
En 1887, había 19 teléfonos en Perth, con una centralita en la oficina del Dr. Kennedy. 
En 2010, Perth celebró el histórico "Kilt Run" en el que 1.067 corredores vestidos con kilt cruzaron la línea de meta. La idea de llevar a cabo una carrera de kilt en Perth fue concebida en octubre de 2009 por Terry Stewart después de que el alcalde envió una carta al Perth Courier solicitando a los residentes de la ciudad tener una idea para ayudar a Perth, Escocia, a celebrar su 800 aniversario. Desde entonces, el Kilt Run de Perth, Ontario, se ha convertido en un evento anual. El Kilt Run 2016 atrajo a 5.000 corredores como parte del 200 aniversario de la ciudad.